# Rosalinda incrustans
Rosalinda incrustans is een hydroïdpoliep uit de familie Rosalindidae. De poliep komt uit het geslacht Rosalinda. Rosalinda incrustans werd in 1947 voor het eerst wetenschappelijk beschreven door Kramp. 